# 山家一里塚
山家一里塚（やまがいちりづか）は、広島県三次市山家町にある一里塚である。三次から布野を抜け、赤名峠へと抜ける雲石街道に設置されている。

## 概要
三次市北西部に位置する。江戸時代、広島藩が西国街道や脇街道の整備を行った際に作られた。
当時は東西に塚が作られていたが、現在は東側のみがその姿を残しており、方形の石垣や水飲み場などが残り、広島県の史跡に指定されている。
かつては一里塚の上にそびえ立っていた黒松は「蟹足の松」と呼ばれ、高さ18mもの立派ものであったが、枯死して、現在はその根と塚が残っているが、幹の太さが2.8mもあり、往時を忍ぶことができる。

## 周辺
- ビハーラ花の里病院

## 交通アクセス

### 公共交通機関
- 西日本旅客鉄道（JR西日本）三次駅より備北交通バスで15分、「山家入口」停留所下車、徒歩3km、40分。

### 車
- 中国自動車道
  - 三次インターチェンジ、国道375号、広島県道39号三次高野線経由